# ایزابل ارسولا تشی
ایزابل ارسولا تشی (Isabel Ursula Teshea) (24 ژوئیه ۱۹۱۱–۱۴ آوریل ۱۹۸۱)، مددکاری اجتماعی، فعال حقوق بشر و سیاست‌مدار آفریقایی- ترینیدادی بود. او یکی از بنیان‌گذاران جنبش ملی مردمی نیز بود و به عنوان معاون حزب ایفای وظیفه کرد. او همچنین از جمله نخستین زنانی بود که متصدی این بست شد. هنگامی‌که ترینیداد و توباگو استقلال خود را از بریتانیا به‌دست آوردند، ایزابل خود را برای احراز کرسی مجلس کشور نامزد کرد و نخستین زنی بود که در مجلس تازه تأسیس انتخاب شد. علاوه بر این، او نخستین وزیر زن در کابینه کشور به حساب می‌آمد که بعداً سفیر کشور مزبور تعیین گردید. پس از مرگش، مدال صلیب ترینیتی، عالی‌ترین افتخار کشور به او اعطاء شد.

## اوایل زندگی
ایزابل اورسولا کادوگان در ۲۴ ژوئیه سال ۱۹۱۱ در شهر سان فرناندو، در جزیره ترینیداد، مستعمره ترینیداد و توباگو هند غربی بریتانیا در خانواده ماود و توماس کادوگان چشم به جهان گشود. پدر ایزابل خیاط بود و پس از این‌که او به‌دنیا آمد، خانواده‌ش به پرنسس تاون عزیمت کردند؛ محل که کادوگان در آن بزرگ شد و در مدرسه ابتدائیه دولتی تحصیل کرد. کادوگان باوجود این‌که به تحصیلات ثانوی دسترسی اندک داشت، آنچه که در آن زمان معمول بود، تحصیلات خود را در چارچوب سیستم شاگرد- معلم ادامه داد. او هنگامی‌که به عنوان معلم شاگرد کار می‌کرد، سازمان‌دهی باشگاه‌های شاگردان را آغاز کرد که در آن کنسرت‌ها، رقص‌ها و سخنرانی‌ها را تنظیم می‌نمود. او همچنین یک باشگاه مردانه را نیز در شهر پرنس تاون ایجاد کرد و در بسیاری برنامه‌های خیریه برای کمک طبقه فقیر و محروم در جامعه خود از طریق کلیسای انگلیکن سنت استفین خدمت کرد.

## حرفه
کادوگان پس از این‌که از مدرسه فارغ شد، در کارخانه لبنیات فروشی پتیت مورن تصدی قند در سنت مادیلین کار کرد و سپس کارش را به عنوان منشی در دفتر مزرعه شکر ادامه داد. پس از چند سال، او به بندر اسپانیا نقل مکان کرد و به عنوان منشی کنترل انبار در شرکت پریراس اند کامپنی (Perreira's and Company) آغاز به کار نمود. او سپس در ۲۴ سپتامبر سال ۱۹۳۸ با جورج مک‌گریگور تشی ازدواج نمود. همین‌گونه، او به انجمن آموزشی و فرهنگی استادان (TECA)، جنبش آموزشی مردمی (PEM) و فدراسیون مؤسسات زنان (FWI) پیوست و به عنوان یک فعال سیاسی قد علم نمود.
این سازمان‌های زنان، روی آموزش و ارائه خدمات اجتماعی در سراسر جزیره متمرکز بودند. در سال ۱۹۵۵، در جریان تلاش‌ها برای خروج از استعمار، جنبش آموزشی مردمی به عنوان بازوی زنان جنبش ملی مردم مجدداً سازمان‌دهی شد. تشی و سایر زنان خانه به خانه رفتند، مبارزه نمودند و جمع‌آوری کمک‌های مالی برای نامزدها را سازمان‌دهی کردند. علاوه بر این، کادوگان به عنوان یک محقق کار می‌کرد و متن سخنرانی‌های نمایندگان پارلمان بریتانیا که به‌نام هانسارد شناخته می‌شود، را می‌خواند تا در نوشتن سخنرانی‌هایش کمک و یاری رساند.
تشی شبکهٔ روابط با شوراهای متعدد روستایی را ایجاد کرد و در شکل‌گیری جنبش ملی مردمی اریک ویلیامز، به یک سرمایه ارزش‌مند تبدیل شد. او سپس در سال ۱۹۵۶ به عنوان معاون حزب تعیین گردید که هم‌زمان رئیس جنبش ملی مردمی و همچنین فدراسیون مؤسسات زنان بود. ازدواج او در سال ۱۹۵۹ برهم خورد و او زمان بیشتری را وقف سیاست کرد و از همین‌رو به شهرت ملی رسید. هنگامی‌که ترینیداد و توباگو استقلال خود را از بریتانیا به‌دست‌آورد و در سال ۱۹۶۱ انتخابات برگزار شد، تشی ناامید شده بود که نقش زنان پس از آن صرف برای حمایت مردان محدود شده‌است. ولی او در انتخابات برای احراز کرسی در ناحیه شرقی بندر اسپانیا خود را کاندیدا کرد و با کسب بیش از ۷۰۰۰ رأی برنده انتخابات شد. انتخاب او به مجلس نمایندگان جدید التأسیس، او را به نخستین زنی تبدیل کرد که در این مقام برای کشور و مردمش خدمت نمود. او سپس به عنوان منشی پارلمانی تعیین گردید و در وزارت اداره محلی و توسعه جامعه ایفای وظیفه کرد. بخش مزبور مسؤلیت ارائه خدمات پزشکی، آب و نیازهای سیستم تخلیه فاضلاب‌های مردم جزیره را به عهده داشت.
در سال ۱۹۶۳، ویلیامز که نخست‌وزیر کشور بود، تعیینات مجدد کابینه را در دست گرفت و تشی را به عنوان وزیر سلامت و مسکن تعیین نمود تا به عنوان وزیر برای کشورش خدمت کند. او در جریان تصدی این سمت، اقدامات زیادی را در دست و ابتکارات زیادی را برای بهبود فرصت‌های آموزشی تطبیق کرد؛ ارائه آموزش‌های فرهنگی، اقتصادی داخلی و اخلاقی، و ترویج همدیگرپذیری نژادی میان جوامع آفریقایی و هند و ترینیدادی و توباگونی از جمله اقدامات او بودند. او در سال ۱۹۶۴ در کنار ویلیامز، نخست‌وزیر، به کشورهای بزرگ آفریقا سفر کرد و در طول این سفر، کار و فعالیتش در یک مجله زنان در سنگال منتشر شد. دو سال بعد، هنگامی‌که وزارت او به دو وزارت؛ وزارت سلامت و وزارت مسکن منقسم شد، او رهبری هر دو اداره را بر عهده گرفت و تا سال ۱۹۷۰ در مقام خود باقی ماند. تشی مسؤلیت‌ها را در وزارت سلامت با دکتر لئونارد کومیشنگ، مأمور ارشد پزشکی جزیره، تقسیم کرد.
تشی در سال ۱۹۶۹ به عنوان سفیر ایتیوپیا تعیین گردید که نخستین سفیر زن در تاریخ ترینیداد قلم‌داد شد. سپس سفارت کشور زامبیا نیز به شغل او علاوه گردید و او در این سمت تا سال ۱۹۷۱ خدمت کرد. هنگامی‌که به کشورش برگشت به عنوان وزیر معارف و فرهنگ گماشته شد که تا سال ۱۹۷۵ در این سمت ایفای وظیفه نمود. متعاقباً او در سال ۱۹۷۴ به عنوان کمیسر عالی گویان تعیین شد و در آن باقی ماند. هرچند او در سال ۱۹۷۵ سفیر ترینیداد و توباگو در سینگال شد. او هنگامی‌که در گویان خدمت می‌کرد، در مذاکرات منطقه‌ای که منجر به تأسیس جامعه و بازار مشترک کارائیب شد (Caricom)، شرکت ورزید. او قبل از بازنشستگی از زندگی در میان مردم، در سال ۱۹۷۶ در سینگال و در سال ۱۹۷۷ در گویان خدمت کرد.

## مرگ و میراث
تشی سرانجام در ۱۴ آوریل سال ۱۹۸۱ درگذشت و چهار ماه بعد از مرگش، مدال صلیب ترینیتی، عالی‌ترین افتخار ترینیداد به او اعطاء شد. تشی خود را فعال حقوق زنان نمی‌دانست، هرچند او غالباً برای بهبود وضعیت زنان کار کرد. او همچنین خود را «طبق تعریف نه یک فیمینست بلکه معتقد به حقوق بشر» توصیف می‌کرد.

## کتابشناسی
- Gordon, Gloria (1988). Trinidad and Tobago: The Independence Experience, 1962–1987. St Augustine, Trinidad: Institute of Social and Economic Research, University of the West Indies. ISBN 978-976-618-005-8.
- Matthews, Gelien (2016). "Teshea, Ursula Isabel (1911–1981), social worker, political activist, politician".  In Knight, Franklin W.; Gates, Jr, Henry Louis (eds.). Dictionary of Caribbean and Afro–Latin American Biography. Oxford, England: Oxford University Press. ISBN 978-0-19-993580-2. – via Oxford University Press's Reference Online (نیازمند آبونمان)
- Palmer, Colin A.; Schomburg Center for Research in Black Culture (2006). Encyclopedia of African-American culture and history: the Black experience in the Americas. Vol. 5 (2nd ed.). Detroit, Michigan: Macmillan Reference USA. ISBN 978-0-02-865821-6.
- St. Pierre, Maurice (2015). Eric Williams and the Anticolonial Tradition: The Making of a Diasporan Intellectual. Charlottesville, Virginia: University of Virginia Press. ISBN 978-0-8139-3685-7.
- "Addis Ababa". The Star. Vol. 10, no. 18. Roseau, Dominica. 2 May 1970. p. 9. Retrieved 5 February 2018.
- "Big Victory". Kingston, Jamaica: The Gleaner. 19 December 1959. p. 2. Retrieved 5 February 2018 – via Newspaperarchive.com.
- "Decree nisi for PNM Vice-President". Kingston, Jamaica: The Gleaner. 6 December 1961. p. 23. Retrieved 5 February 2018 – via Newspaperarchive.com.
- "Madame Isabel Teshea Ministre de la Santé et de l'Habitat des Iles de Trinidad et Tobago: En visite au Senegal" [Mrs. Isabel Teshea Minister of Health and Housing of the Islands of Trinidad and Tobago: Visiting Senegal]. AWA: La revue de la femme noire (به فرانسوی). Dakar, Senegal: Imprierie DIOP (3): 11. March 1964. Retrieved 5 February 2018.
- "Trinidad's new ambassador to Ethiopia". Kingston, Jamaica: The Gleaner. 23 December 1969. p. 27. Retrieved 5 February 2018 – via Newspaperarchive.com.
- "Williams shuffles cabinet". Kingston, Jamaica: The Gleaner. 18 May 1963. p. 1. Retrieved 5 February 2018 – via Newspaperarchive.com.